# Josep Mir i Rocafort
|  | Per a altres significats, vegeu «Josep Mir». |

Josep Mir i Rocafort, Fassman (Sort, 30 d'abril de 1909 - Barcelona, 22 de juny de 1991), va ser un mentalista i hipnotitzador català.

## Biografia
L'endemà de nàixer va ser separat de la seua família i traslladat a un molí de Soriguera, on va viure fins als cinc anys.
Als 9 anys, va trobar a les golfes de casa seva uns llibres sobre magnetisme i suggestió que el van fer interessar-se pel tema i provar les seves habilitats. El seu interès per trobar una explicació a les energies que ell captava, i que més tard va deduir que podrien provenir de la tradició ancestral pirinenca, el va portar a interessar-se pel món de la hipnosi i el magnetisme, temes pràcticament desconeguts a començament del segle xx. Va intentar documentar-se sobre la qüestió amb llibres editats a París, fins que finalment va decidir viatjar a Amèrica.
Durant la dècada de 1940, a l'Argentina, va començar a fer espectacles i a omplir el mític Teatro Odeón de Buenos Aires. Allí va contactar amb cèlebres personalitats de l'exili espanyol, com és el cas de Rafael Alberti. Qui més va influir, però, en les seves investigacions va ser el metge i psiquiatre Orlando Canavesio, que va arribar a exercir càrrecs importants al ministeri de Sanitat de l'Argentina durant la primera presidència de Juan Domingo Perón.
El 1949, el cineasta argentí Carlos Schlieper va realitzar la pel·lícula Fascinación en la qual Fassman va actuar conjuntament amb algunes de les figures del cinema argentí de l'època, com Susana Campos o l'actor mexicà Arturo de Córdova. A Barcelona va crear l'Institut Fassman per a ensenyar el que ell denominava la Dinàmica Mental. Allí va impartir classes i va formar futurs investigadors i parapsicòlegs.
Va morir l'any 1991. La seva filla nascuda a Buenos Aires, Maria Mir, va publicar l'abril de 2009 una biografia sobre Fassman amb motiu del centenari del seu naixement. Sebastià d'Arbó també va publicar el 2011 el documental El misteri de Fassman, presentat al Festival Internacional de Cinema de Catalunya dins la secció Brigadoon el mateix any.